# 新屋氏
新屋氏（あらやし）は、日本の氏族の一つ。現在の青森県平川市新屋にあたる陸奥国新屋村を本拠地とした新屋氏は、戦国時代から江戸時代にかけて津軽氏に仕えた。

## 概要
南部七戸氏の支流で鎌倉時代に新屋城（青森県平川市新屋）を築城し、「新屋」を家名とした。南北朝時代は南朝方に属した。戦国時代の当主は新屋源次郎であり、1900石（1700石との史料もあり）の領主であった。尾崎城主の尾崎氏とは同盟関係にあり、大光寺城主・滝本重行の配下であった。
天正2年（1574年）に大光寺城が大浦為信に攻められた際、重行に援軍を派遣しなかった。そのため、翌天正3年（1575年）に怒った重行の軍勢300が新屋城へ攻め寄せた。当時源次郎は堀越城にいたため、その虚を突かれて落城し、源次郎は浪岡城に逃れた。その後諸説あるが、天正4年（1576年）（『藩史』）、天正2年（1574年）（『一統志』）、天正11年（1583年）（『津軽年代記』）に尾崎城主・尾崎喜蔵と共に大浦為信の家臣となった。
100石を与えられて弘前藩士となった新屋氏は、幕末以降も続き、源次郎より13代目の当主新屋茂樹は近衛文麿の秘書を務めた。現在、平川市新屋栄館に所在する新屋八幡宮に新屋氏より奉納された甲冑や太刀などの武具は「新屋家伝来の武具」として、2006年（平成19年）1月1日に平川市指定有形文化財に指定されている。